# Xã Stonington, Quận Christian, Illinois
Xã Stonington (tiếng Anh: Stonington Township) là một xã thuộc quận Christian, tiểu bang Illinois, Hoa Kỳ. Năm 2010, dân số của xã này là 1.131 người.